# جوشوا كالدويل
جوشوا كالدويل (بالإنجليزية: Joshua Caldwell)‏ هو مخرج أمريكي، ولد في 5 ديسمبر 1983 في سياتل في الولايات المتحدة.

## وصلات خارجية
- جوشوا كالدويل على موقع IMDb (الإنجليزية)
- جوشوا كالدويل على موقع أول موفي (الإنجليزية)
- جوشوا كالدويل على موقع قاعدة بيانات الفيلم (الإنجليزية)
- جوشوا كالدويل على موقع كينوبويسك (الروسية)